# Saint-Éloy-d'Allier
Saint-Éloy-d'Allier es una comuna francesa, situada en el departamento de Allier, en la región de Auvernia.

## Demografía
| 131 | 119 | 92 | 88 | 63 | 69 |
| Para los censos de 1962 a 1999 la población legal corresponde a la población sin duplicidades (Fuente: INSEE [Consultar]) |     |    |    |    |    |